# Михайловский сельский совет (Великобагачанский район)
Михайловский сельский совет (укр. Михайлівська сільська рада) — входит в состав Великобагачанского района Полтавской области Украины.
Административный центр сельского совета находится в с. Михайловка.

## История
- 1939 — дата образования.

## Населённые пункты совета
- с. Михайловка
- с. Кульбашное
- с. Марьянское

## Ликвидированные населённые пункты совета
- с. Зайцев